# Condado de Okeechobee
O condado de Okeechobee (em inglês:  Okeechobee County) é um dos 67 condados do estado americano da Flórida. A sede e única localidade incorporada do condado é Okeechobee. Foi fundado em 8 de maio de 1917.

## Geografia
De acordo com o United States Census Bureau, o condado possui uma área de 2 310 km², dos quais 1 991 km² estão cobertos por terra e 319 km² por água.

## Demografia
Segundo o censo nacional de 2010, o condado possui uma população de 39 996 habitantes e uma densidade populacional de 20 hab/km². Possui 18 509 residências, que resulta em uma densidade de 9 residências/km².